# Episodi de I Soprano (sesta stagione)
La trasmissione della sesta e ultima stagione della serie televisiva I Soprano, negli Stati Uniti d'America, è stata divisa in 2 parti dalla rete HBO e trasmessa a 10 mesi di distanza una dall'altra.
La prima parte è andata in onda dal 12 marzo 2006 al 4 giugno 2006; la seconda parte dall'8 aprile 2007 al 10 giugno 2007.
In Italia è andata in onda su Italia 1 dal 25 gennaio al 9 maggio 2008.
La seconda parte della sesta stagione si è aggiudicata i principali Emmy Awards del 2007.
| nº | Titolo originale                    | Titolo italiano       | Prima TV USA   | Prima TV Italia  |
| -- | ----------------------------------- | --------------------- | -------------- | ---------------- |
| 1  | Members Only                        | Stato confusionale    | 12 marzo 2006  | 25 gennaio 2008  |
| 2  | Join the Club                       | Un'altra vita         | 19 marzo 2006  | 25 gennaio 2008  |
| 3  | Mayham                              | Un solo capo          | 26 marzo 2006  | 1 febbraio 2008  |
| 4  | The Fleshy Part of the Thigh        | Un'amara verità       | 2 aprile 2006  | 1 febbraio 2008  |
| 5  | Mr. and Mrs. John Sacrimoni Request | Matrimonio in catene  | 9 aprile 2006  | 8 febbraio 2008  |
| 6  | Live Free or Die                    | Sulla bocca di tutti  | 16 aprile 2006 | 15 febbraio 2008 |
| 7  | Luxury Lounge                       | Hollywood e dintorni  | 23 aprile 2006 | 22 febbraio 2008 |
| 8  | Johnny Cakes                        | L'offerta immobiliare | 30 aprile 2006 | 29 febbraio 2008 |
| 9  | The Ride                            | Una cicogna in arrivo | 7 maggio 2006  | 29 febbraio 2008 |
| 10 | Moe n' Joe                          | La resa dei conti     | 14 maggio 2006 | 7 marzo 2008     |
| 11 | Cold Stones                         | Viaggio a Parigi      | 21 maggio 2006 | 14 marzo 2008    |
| 12 | Kaisha                              | Giochi pericolosi     | 4 giugno 2006  | 21 marzo 2008    |
| 13 | Soprano Home Movies                 | Il compleanno di Tony | 8 aprile 2007  | 21 marzo 2008    |
| 14 | Stage 5                             | Vuoto di potere       | 15 aprile 2007 | 28 marzo 2008    |
| 15 | Remember When                       | Viaggio nel passato   | 22 aprile 2007 | 4 aprile 2008    |
| 16 | Chasing It                          | Gioco d'azzardo       | 29 aprile 2007 | 4 aprile 2008    |
| 17 | Walk Like a Man                     | Mal d'amore           | 6 maggio 2007  | 11 aprile 2008   |
| 18 | Kennedy and Heidi                   | Veglie funebri        | 13 maggio 2007 | 18 aprile 2008   |
| 19 | The Second Coming                   | Tentato suicidio      | 20 maggio 2007 | 18 aprile 2008   |
| 20 | The Blue Comet                      | Grido di guerra       | 3 giugno 2007  | 25 aprile 2008   |
| 21 | Made In America                     | Made in America       | 10 giugno 2007 | 9 maggio 2008    |

## Stato confusionale
- Titolo originale: Members Only
- Diretto da: Tim Van Patten
- Scritto da: Terence Winter

### Trama
Lo Zio Junior, ormai vittima dell'alzheimer e divenuto paranoico all'idea che Little Pussy (Malanga) voglia ucciderlo, preoccupa tutti i parenti: Janice vorrebbe portarlo nella casa di cura in cui è stata ricoverata la madre ma Tony si oppone ritenendolo uno di famiglia. Eugene Pontecorvo dopo aver ricevuto una cospicua somma di denaro in eredità, decide con la moglie di trasferirsi a Miami, decisione che si vede negare da Tony, e parallelamente dall'FBI che lo ricontatta poiché lo rivorrebbe come infiltrato dopo la scomparsa di Ray Curto, morto a causa di un attacco di cuore proprio mentre parlava con l'agente Sanseverino. Dopo aver litigato con la moglie sull'impossibilità del trasferimento, e sotto forte stress anche a causa del figlio drogato, Eugene decide di togliersi la vita la sera stessa, impiccandosi. Non trovando nessuno che accudisca lo zio, Tony si reca personalmente ad accudire l'anziano, ma mentre è in cucina a preparare la cena, Corrado, scambiandolo per Pussy, gli spara a bruciapelo in pieno petto. Agonizzante, Tony riesce faticosamente a trascinarsi al telefono e a chiamare il 911, prima di svenire.
- Nota. L'episodio ha vinto l'Emmy Award 2006 per la Migliore sceneggiatura per una serie drammatica [2]

## Un'altra vita
- Titolo originale: Join the Club
- Diretto da: David Nutter
- Scritto da: David Chase

### Trama
Tony si risveglia nella camera di un hotel; si reca a bere al bar e quindi si dirige a una conferenza di lavoro. Qui si accorge di aver scambiato portafoglio e valigetta con un'altra persona e quindi di non poter assistere alla conferenza stessa e neppure tornare a casa. La sera, mentre cerca di iniziare una relazione extra-coniugale con una donna conosciuta nello stesso bar dell'hotel, un elicottero li illumina con il faro abbagliandoli. In realtà si tratta della lampada dell'ospedale in cui il boss è ricoverato con un'enorme ferita aperta allo stomaco, tenuto in coma farmacologico per prevenire danni ulteriori in attesa della completa guarigione. Senza il capo a impartire ordini, la situazione viene gestita da Silvio. A.J., prima restio nel vegliare sul padre in coma, dopo essersi deciso a passare una notte accanto al letto d'ospedale, giura vendetta contro colui che ha commesso il fatto. Appena uscito dalla stanza e ricevute le gratitudini della madre, svela alla stessa di essere stato espulso da scuola e di non avere quindi più alcuna speranza di entrare nell'università che desiderava. Lo zio Junior intanto è stato arrestato dalla polizia e sottoposto a interrogatorio per verificare sia la sua salute mentale, sia l'effettiva veridicità dei fatti accaduti. Tony, che continua a vivere nella realtà immaginaria, affitta una camera di un albergo con il nome falso riportato nel portafoglio, si siede sul letto a fissare un faro in lontananza e, dopo una caduta, scopre di essere affetto dal morbo di Alzheimer.

## Un solo capo
- Titolo originale: Mayham
- Diretto da: Jack Bender
- Scritto da: Matthew Weiner

### Trama
Tony continua la sua "finta" vita nel sogno scoprendo di essere malato di Alzheimer e che l'uomo proprietario della valigetta in suo possesso ha in programma una cerimonia di famiglia poco distante dall'hotel in cui alloggia. Nella vita reale Silvio capisce quanto sia complicata la vita da Boss ricominciando a soffrire lievemente di asma fino a quando, una mattina, viene portato d'urgenza in ospedale in ambulanza dalla sua abitazione in seguito a una crisi. Bobby e Vito continuano a litigare su a chi spettino le operazioni dell'ex territorio di Junior. Tony, nel sogno, si reca alla riunione di famiglia in una enorme villa circondata da boschi; qui viene accolto nel piazzale da suo cugino Tony B., i due però sembrano completi estranei, e il cugino lo invita a entrare nella villa gremita di gente specificando che "...sono tutti li per dargli il benvenuto..." e che sta tornando a casa; titubante Tony si avvia verso l'ingresso, dove gli sembra di scorgere una figura femminile conosciuta, prima di essere fermato da delle voci provenienti dalle foreste tutt'intorno: sono le voci di Meadow e Carmela che lo chiamano disperate. Il Boss si gira verso la porta della villa e viene nuovamente accecato da una luce bianca dalla quale compaiono i volti, in lacrime, delle donne che lo chiamavano poco prima; le due stanno piangendo poiché l'uomo si è appena risvegliato dal coma credendo di essere morto. La villa rappresentava il trapasso, e Tony, se avesse varcato la soglia d'ingresso, si sarebbe ricongiunto con i cari già defunti.

## Un'amara verità

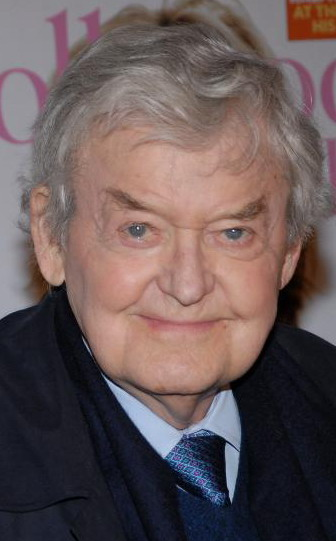
Hal Holbrook

- Titolo originale: The Fleshy Part of the Thigh
- Diretto da: Alan Taylor
- Scritto da: Diane Frolov e Andrew Schneider

### Trama
Paulie viene convocato in un convento di suore da sua zia, ormai sul letto di morte, la quale gli rivela di essere in realtà sua madre ma che non ha potuto accudirlo per via della sua vocazione alla Chiesa e che è stato dunque adottato dalla sorella per nascondere la vergogna alla famiglia. Appena uscito dal convento l'uomo si precipita da quella che lui reputava sua madre per avere conferma di ciò di cui è venuto a conoscenza; La donna conferma tutto nei dettagli e questo scatena l'ira di Paulie che la ripudia come madre, rimanendo così sconvolto da non andare neppure al funerale della vera madre, mancata pochi giorni dopo il loro incontro. Tony, ormai ripresosi dal coma, viene sottoposto all'ultima operazione per chiudere la ferita allo stomaco e, ancora prima di poter camminare da solo, riprende il suo ruolo di Boss della famiglia ricominciando ad avere contatti con i vari affiliati. Dopo pochi giorni viene anche dimesso dall'ospedale e ritorna a casa, sedendosi sulla poltrona a bordo piscina a fissare il cielo, convinto che dopo l'accaduto ogni giorno da vivere sia un dono.
- Guest star: Chris Diamantopoulos, Hal Holbrook

## Matrimonio in catene
- Titolo originale: Mr. and Mrs. John Sacrimoni Request
- Diretto da: Steve Buscemi
- Scritto da: Terence Winter

### Trama
Johnny Sack, in carcere, chiede di uscire per assistere al matrimonio della figlia. Il giudice gli concede un permesso di sei ore e una scorta; Sfortunatamente il tempo a sua disposizione si esaurisce nel momento in cui gli sposi, saliti in auto, si avviano verso la luna di miele, venendo così portato via di forza dai federali, rovinando gli ultimi momenti del felice giorno di festa. Vito viene scoperto in un bar per omosessuali da alcuni elementi minori della banda, di passaggio per le solite riscossioni, e pensa al suicidio. Junior, ormai dichiarato insano di mente, viene trasferito in un carcere per persone con disturbi mentali. Tony ricomincia ad avere delle sedute con la dottoressa Melfi e inizia a credere che la sua banda, dopo il passato trascorso in ospedale, inizi a dubitare di lui e delle sue capacità ed è per questo motivo che picchia violentemente, e senza nessuna motivazione valida, il nuovo ragazzo scelto per fargli da scorta; Il tutto avviene di fronte ai membri principali della banda; il Boss, dopo aver atterrato il ragazzo, si precipita in bagno per sciacquarsi, salvo poi iniziare a rigettare sangue nel water.

## Sulla bocca di tutti
- Titolo originale: Live Free or Die
- Diretto da: Tim Van Patten
- Scritto da: David Chase, Terence Winter, Robin Green e Mitchell Burgess

### Trama
Grazie alla testimonianza del fidanzato di Meadow, tutti ora sanno che Vito è omosessuale e scappa facendo perdere le sue tracce. Tutti si preoccupano del destino di Vito: c'è chi crede che meriti una possibilità, c'è invece chi lo vuole morto per aver disonorato la cosca dei DiMeo.
- Guest star: Edoardo Ballerini

## Hollywood e dintorni

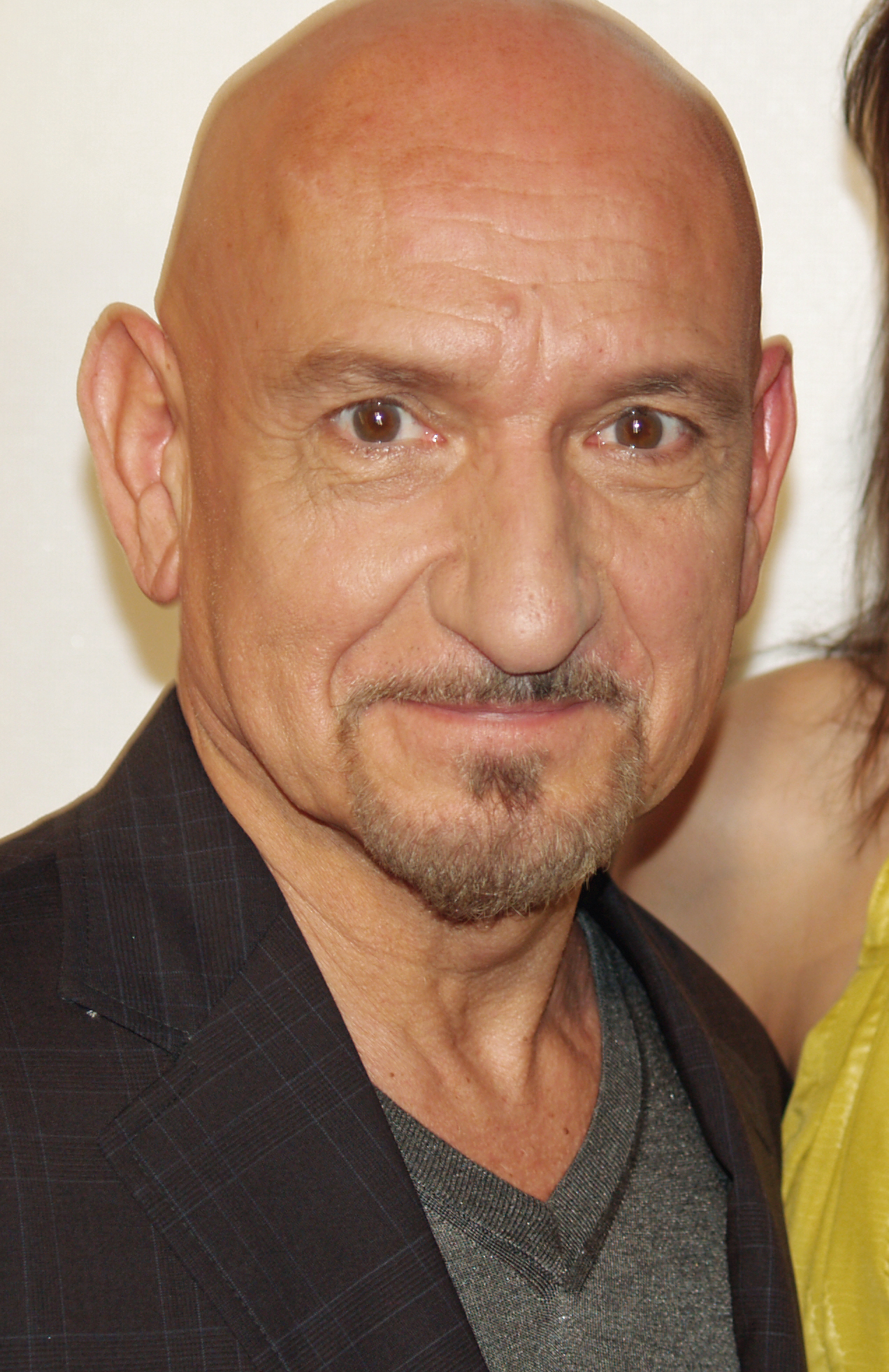
Ben Kingsley che interpreta sé stesso nell'episodio

- Titolo originale: Luxury Lounge
- Diretto da: Danny Leiner
- Scritto da: Matthew Weiner

### Trama
Chris e Little Carmine incontrano Ben Kingsley per proporgli una parte da protagonista nel film che stanno scrivendo, ma quest'ultimo non dà molta importanza alla loro sceneggiatura rifiutando l'incarico. Artie viene indagato dall'FBI per via di alcune carte di credito rubate e interrogando i suoi dipendenti scopre che la responsabile è la sua nuova dipendente Martina, aiutata da Benny Fazio. I due arrivano presto alle mani, in cui il cuoco ha la meglio, ma non smettono di istigarsi a vicenda finché Benny, introdottosi in cucina mentre Artie cucinava, infila la mano del rivale in una pentola piena di sugo bollente, ustionandogliela. Tony si decide a far venire dall'Italia due sicari esterni alla famiglia per eliminare Rusty, i quali, terminato il lavoro, ritornano al loro paese d'origine senza lasciare traccia.
- Guest star: Ben Kingsley, Lauren Bacall, Frankie Valli, Wilmer Valderrama

## L'offerta immobiliare
- Titolo originale: Johnny Cakes
- Diretto da: Tim Van Patten
- Scritto da: Diane Frolov e Andrew Schneider

### Trama
Tony, inizialmente restio, viene convinto a vendere un importante fabbricato del suo quartiere. Vito si mette in contatto con la moglie, tramite un cellulare rubato, per dirle dove trovare dei soldi per vivere e inizia una relazione con il proprietario della tavola calda dove si reca ogni giorno a fare colazione. Anthony Jr continua a lavorare da Blockbuster e passa tutte le notti in cattiva compagnia in locali a bere, sniffare cocaina e sperperare denaro. Un pomeriggio si reca nel centro di cura per detenuti malati di mente in cui è ricoverato lo zio Junior con l'intento di ucciderlo con un coltello ma, nel momento decisivo, l'arma gli cade e viene immobilizzato dagli inservienti e arrestato. Inoltre, durante una notte passata nel solito locale, il ragazzo ricomincia ad avere attacchi di panico e svenimenti.
- Guest star: Julianna Margulies, Peter Bogdanovich, Alexandra Daddario

## Una cicogna in arrivo
- Titolo originale: The Ride
- Diretto da: Alan Taylor
- Scritto da: Terence Winter

### Trama
Chris scopre che la ragazza con cui ha una relazione è incinta e decide di sposarla, i due si recano quindi ad Atlantic City il giorno dopo dove celebrano la cerimonia solitari. Tony e Chris si recano in Pennsylvania per un affare e mentre sono di ritorno rubano delle casse di vino a dei ladri che le stavano caricando su un furgone, dopo averle a loro volta rubate da un negozio; I due si fermano in un ristorante e il Boss convince Chris a bere il vino che avevano appena rubato (va ricordato che il ragazzo sta proseguendo il suo percorso di disintossicazione da droga e alcol). Durante una festa cittadina, Janice e la figlia rischiano di ferirsi a causa di una giostra a cui non è stata fatta manutenzione per decisione di Paulie, il quale non avrebbe avuto guadagno dal suo utilizzo durante la festa stessa; Bobby, dopo aver scoperto che la giostra non era stata controllata e che la responsabilità era del suo compagno, va su tutte le furie e gli chiede un risarcimento, appoggiato a sua insaputa da Tony. Chris e la moglie comprano casa e durante la stessa festa l'uomo ricade nel giro della droga prima sniffando eroina e poi iniettandosela in vena. Paulie è inoltre in ansia per l'esito dei suoi esami per il cancro alla prostata e chiama il dottore a qualsiasi ora del giorno e della notte. Carmela incontra la madre di Adriana che le confessa che, secondo lei, la figlia sarebbe stata uccisa dall'ex-fidanzato Chris.
- Guest star: Julianna Margulies

## La resa dei conti
- Titolo originale: Moe n' Joe
- Diretto da: Steve Shill
- Scritto da: Matthew Weiner

### Trama
Bobby, dopo aver prelevato i soldi dalle scommesse, viene attaccato da una banda di ragazzini che lo derubano e, sparandogli alla testa per ucciderlo, lo feriscono a un occhio. Johnny decide di dichiararsi colpevole e scontare 15 anni di carcere unito al pignoramento di tutti i suoi beni, a eccezione delle proprietà della moglie e la casa in cui abitano; la stessa casa viene però obbligato a venderla a Janice su proposta di Tony, in seguito a un affare personale chiesto dallo stesso Johnny dal carcere; anche la Maserati, ora in possesso di Chris, viene pignorata dagli agenti federali. Paulie scopre di avere un cancro alla prostata in fase iniziale e comincia a sottoporsi alle cure necessarie. Vito continua la sua relazione amorosa con l'uomo conosciuto nella piccola cittadina in cui si nasconde e comincia a lavorare come operaio edile; una mattina però, stanco degli orari e dalla fatica del nuovo lavoro, decide di tornare nel New Jersey.

## Viaggio a Parigi
- Titolo originale: Cold Stones
- Diretto da: Tim Van Patten
- Scritto da: David Chase, Diane Frolov e Andrew Schneider

### Trama
Mentre Carmela parte per Parigi, Tony deve gestire la situazione di Vito, tornato nel New Jersey e deciso a rientrare nel giro criminale. Tony è combattuto sul da farsi, poi decide per la sua eliminazione, ma a precedere tutti è Phil Leotardo, che lo aspetta nel motel dove alloggia e lo ammazza brutalmente impalandolo con una stecca da biliardo. Venuti a sapere dell'uccisione del loro uomo, i Di Meo capiscono che l'ingerenza di Phil nei loro affari non può passare sottobanco; inoltre, un uomo di New York, "Fat Dom" Gamiello, viene ucciso da Silvio e Carlo in preda all'ira nel retro del Bada Bing dopo che questi li aveva provocati sull'omosessualità di Vito. Tony trova un lavoro ad A.J. come carpentiere e diventa molto ostile nei suoi confronti dicendogli che non vuole un fallito come figlio.
- Guest star: Drea de Matteo, Emily Wickersham

## Giochi pericolosi
- Titolo originale: Kaisha
- Diretto da: Alan Taylor

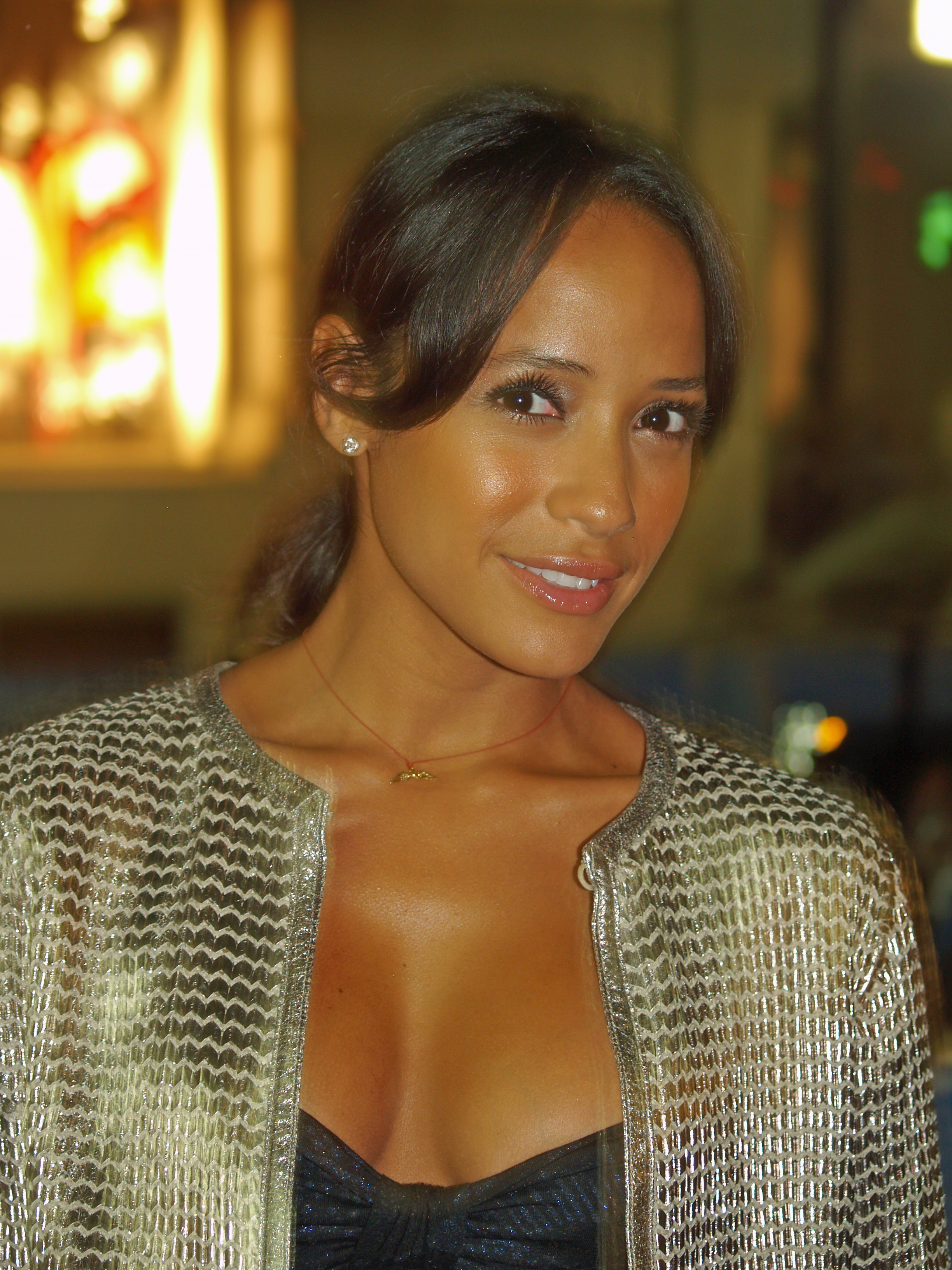
Dania Ramirez-Blanca Selgado

- Scritto da: David Chase, Terence Winter e Matthew Weiner

### Trama
Tony decide di dare fuoco all'ufficio di Phil Leotardo per vendicarsi dell'assassinio di Vito, ma questo, furibondo, capisce subito che il responsabile è Tony, e lo incolpa anche della morte di Gamiello, avvenuta involontariamente a opera di Silvio e Carlo. Little Carmine decide di tenere una riunione con lo scopo di placare la rabbia di Phil, ma ottiene l'effetto contrario. A Phil viene un infarto e Tony, recatosi a trovarlo, gli rivolge parole pacifiche. Chris ricomincia a drogarsi insieme all'ex amante di Tony, con cui tiene anche una relazione amorosa, Anthony Junior, dopo essere stato licenziato da Blockbuster e aver iniziato a lavorare come operaio edile, conosce una ragazza molto più grande di lui con addirittura un figlio e la presenta ai familiari durante la cena natalizia in casa Soprano.
- Guest star: Julianna Margulies, Dania Ramírez
- Nota. L'episodio ha una dedica finale, al regista John T. Patterson, prematuramente scomparso nel 2005, che aveva diretto, tra gli altri, tutti gli episodi finali di tutte le precedenti 5 stagioni dello show.

## Il compleanno di Tony
- Titolo originale: Soprano Home Movies
- Diretto da: Tim Van Patten
- Scritto da: Diane Frolov, Andrew Schneider, David Chase e Matthew Weiner

### Trama
2004, antefatto: durante l'arresto di Johnny Sack, Tony, fuggendo dall'FBI, si sbarazza della sua pistola gettandola nella neve: la pistola viene raccolta da un adolescente. 2007: Tony viene arrestato per il possesso illecito dell'arma e subito rilasciato. Tuttavia, questa incriminazione avrà ripercussioni per gli eventi futuri. Bobby e Janice invitano Tony e Carmela alla loro casa sul lago, ai confini col Canada, per festeggiare il 47º compleanno di Tony. La serata, iniziata facendo baldoria, degenera in una tremenda scazzottata tra i due uomini, e Tony ha la peggio. Il giorno successivo, per vendetta, Tony costringe Bobby a commettere il suo primo omicidio, commissionandogli un'esecuzione
in territorio canadese.
- Nota. Questo episodio ha vinto l'Emmy Award 2007 come Miglior Serie Drammatica: lo show diviene così la prima serie drammatica a vincere un Emmy nella sua stagione finale. Questo episodio ebbe anche altre 3 nomination agli Emmy 2007: Miglior Fotografia, Miglior Fotografia di Serie Drammatica, Miglior Attrice non Protagonista (Aida Turturro).

## Vuoto di potere

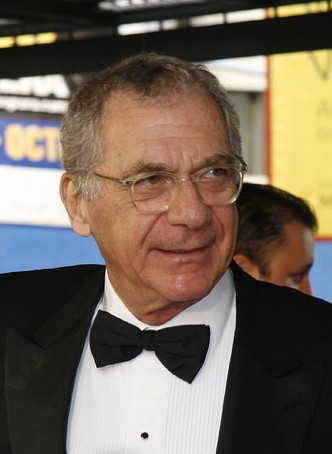
Sydney Pollack

- Titolo originale: Stage 5
- Diretto da: Alan Taylor
- Scritto da: Terence Winter

### Trama
Chris e Little Carmine hanno completato il loro primo film, un gangster-splatter intitolato La mannaia. Alla prima del film, Carmela e Rosalie Aprile si accorgono che nella pellicola Tony è preso in giro e che Chris cova un forte risentimento nei suoi confronti per quello che era successo ad Adriana. In un carcere di Springfield, a Johnny Sack vengono dati pochi mesi di vita, a causa di un tumore ai polmoni. Il boss dei Lupertazzi lascia così il posto vacante e a New York inizia la scalata per prendere il suo posto. Durante una cena con Silvio in un ristorante in pubblico, Jerry Torciano viene freddato da un sicario di Doc Santoro per liberare la strada verso il potere.
- Guest star: Sydney Pollack, Daniel Baldwin, Cara Buono, Tim Daly, Tony Darrow

## Viaggio nel passato
- Titolo originale: Remember When
- Diretto da: Phil Abraham
- Scritto da: Terence Winter

### Trama
Junior Soprano, che alterna momenti di lucidità e di vuoto, continua la sua vita nel manicomio, dove conosce un ragazzo con cui inizia a organizzare ridicole bische clandestine all'interno della struttura. Vengono ritrovati i resti di alcuni corpi occultati da Tony e i suoi tempo addietro; Paulie e Tony, responsabili di quegli omicidi, si allontanano dalla città per incontrare Beansie Gaeta che li metterà in contatto per un traffico di trapani. Durante il viaggio e la cena con Beansie, Paulie inizia a raccontare storie del passato riguardanti la loro organizzazione criminale e Tony, inizialmente divertito e partecipe sull'argomento, si stanca e comincia a lamentarsi per l'invadenza e la stupidità dell'amico. Dopo aver concluso l'affare dei trapani, Tony e Paulie decidono di godersi una giornata di pesca in barca, ma quest'ultimo, una volta salito sull'imbarcazione, inizia a ricordare le circostanze dell'eliminazione di Pussy Bonpensiero e teme che Tony voglia eliminarlo. I suoi sospetti aumentano quando il Boss inizia a ricordare la battuta di Ralph Cifaretto su Ginny Sacrimoni e insiste per sapere se fosse stato lui a riferirla al marito Johnny Sack. Paulie teme per la sua vita, essendo stato effettivamente lui a dire a Johnny della battuta, ma continua a negare tutto. Tony sembra avere comunque l'intenzione di ucciderlo, intenzione che però non mette in atto. Nel frattempo a New York l'ultimo contendente alla guida Lupertazzi viene eliminato, lasciando la zona senza un boss definitivo.
- Guest star: Ken Leung, Vincent Pastore, Paul Herman

## Gioco d'azzardo
- Titolo originale: Chasing It
- Diretto da: Tim Van Patten
- Scritto da: Matthew Weiner

### Trama
Dopo aver eliminato tutti i suoi concorrenti, Phil Leotardo diviene il nuovo boss della famiglia Lupertazzi. Tony intanto inizia a giocare d'azzardo in modo scriteriato e perde grandi somme di denaro. Per questo motivo inizia a essere contrariato con chiunque gli stia vicino, a partire da Carmela che ha appena venduto la propria nuova abitazione al cugino Brian. Tony vorrebbe che investisse una parte dei proventi in una scommessa su una gara di football su cui ha avuto una dritta sicura, ma la moglie non gli dà ascolto. A innervosirlo ulteriormente anche l'amico Hesh, a cui Tony aveva chiesto in precedenza una grossa somma e che gli fa intendere di volerla indietro quanto prima. Intanto Vituccio, il figlio del defunto Vito Spatafore, viene espulso da scuola per aver defecato nelle docce davanti a tutti come segno di ribellione. La madre Marie chiede aiuto a Tony, chiedendogli 100 000 dollari per trasferirsi nel Maine con la famiglia e iniziare una nuova vita. Tony a sua volta contatta Phil Leotardo perché risolva la questione, ma il nuovo boss di New York complica ulteriormente le cose affrontando rozzamente il ragazzo. Per rimediare, Tony decide di pagare una somma e mandare il ragazzo in un centro di recupero per minori. Vituccio verrà prelevato con violenza in piena notte davanti alla madre e alla sorella. Nel frattempo, Anthony Jr. chiede a Bianca di sposarlo: la ragazza in un primo momento accetta, ma poi inaspettatamente lo lascia.
- Guest star: Nancy Sinatra, Southside Johnny[3]

## Mal d'amore
- Titolo originale: Walk Like a Man
- Diretto da: Terence Winter
- Scritto da: Terence Winter

### Trama
Blanca lascia A.J senza dargli una spiegazione e A.J. entra in uno stato di una profonda depressione. Il padre cerca di scuoterlo incitandolo a uscire a divertirsi con i figli di Carlo Gervasi e Patsy Parisi, queste nuove amicizie porteranno A.J. a ubriacarsi e a pensare al suicidio. Per questo Tony decide di smettere con la terapia e dice addio alla dottoressa Melfi, dichiarando che la terapia non ha alcun effetto benefico dato che la sua personalità che definisce marcia influisce negativamente su suo figlio.
Christopher e Paulie sono di nuovo ai ferri corti: il giovane ormai sposato, pensa sempre meno al "lavoro" nella famiglia e cerca di stare lontano da alcol e droga senza però riuscirci davvero.
Quando Paulie ordina a Little Paulie Germani di prelevare un carico di motoseghe dall'emporio del suocero di Christopher, quest'ultimo dà in escandescenze e non si dà pace del fatto che Tony non prenda le sue difese.
Nonostante gli avvertimenti di Christopher, Paulie continua a prelevare motoseghe dall'emporio e Chris per vendicarsi manda all'ospedale Little Paulie Germani (nipote di Paulie, era lui che veniva incaricato da Paulie a rubare motoseghe).
Paulie, a sua volta, per vendicarsi distrugge il giardino di Chris, ma nonostante questo alla fine i due sembrano mettersi d'accordo. Chris ritorna a bere e sotto gli effetti dell'alcool uccide un suo amico degli alcolisti anonimi.
Meadow sembra frequentare una nuova, misteriosa, fiamma.

## Veglie funebri
- Titolo originale: Kennedy and Heidi
- Diretto da: Alan Taylor
- Scritto: Matthew Weiner e David Chase

### Trama
Tony e Chris di ritorno da New York hanno un brutto incidente da cui Tony esce illeso. Chris invece alla guida confessa di essere sotto stupefacenti e di non voler andare in ospedale per non perdere la patente. Tony molto deluso gli tappa la bocca e ne provoca la morte. Poi continua a macinare scuse per autoassolversi da quello che ha fatto e sogna di dirlo alla dottoressa Melfi, in verità si sente oppresso dalla colpa e se ne va a Las Vegas per incontrare la ex di Chris. Insieme a lei gioca alla roulette e vince molti soldi sotto l'effetto di stupefacenti. Nell'ultima scena si vede Tony che vince alla roulette e quasi isterico si rende conto che dalla morte di Chris ha ricominciato a vincere d'azzardo. Oltre alla veglia di Chris muore anche la madre (in realtà la zia) di Paulie. Intanto A.J. si riscrive al college ma continua a frequentare brutte compagnie e si cura con uno psicologo. Ma la terapia non lo aiuta.

## Tentato suicidio
- Titolo originale: The Second Coming
- Diretto da: Tim Van Patten
- Scritto da: Terence Winter

### Trama
Continua la crisi esistenziale di Anthony Jr: a nulla valgono le sedute dallo psicologo. Intanto Tony e Phil sono ai ferri corti. Il nuovo boss di New York è deciso a non transigere sulla questione dell'amianto e medita vendetta nei confronti di chi non gli ha permesso, un tempo, di vendicare il fratello Bill. A.J., sempre più allo sbando e confuso, approfitta del fatto di essere a casa da solo e cerca di annegarsi in piscina, ma l'intervento all'ultimo minuto di Tony gli salva la vita.Tony torna in terapia. La famiglia è distrutta dai rimorsi e Tony e Carmela si scambiano le colpe: come se non bastasse, Coco, un soldato dei Lupertazzi, avvicina Meadow mentre è a cena col suo nuovo ragazzo, Patrick Parisi, e la importuna. Tony si vendica malmenando Coco, Little Carmine Lupertazzi convince Tony a fare le scuse a Phil Leotardo per la vicenda, ma quest'ultimo si rifiuta di incontrare Tony.

## Grido di guerra
- Titolo originale: The Blue Comet
- Diretto da: Alan Taylor
- Scritto da: David Chase e Matthew Weiner

### Trama
Per gli eventi narrati, uno degli episodi chiave della serie.
Silvio si reca a casa di Burt Gervasi e lo strangola: intanto, a New York, Phil Leotardo dichiara guerra ai DiMeo e ordina l'eliminazione dei vertici dell'organizzazione: Tony, lo stesso Silvio e Bobby. Inoltre la famiglia, ormai sotto comando di Phil, nel tentativo di disgregare le radici dei DiMeo, propone a svariati uomini agli ordini di Tony di cambiare famiglia, aumentando i sospetti di quest'ultimo. Le motivazioni che adduce nella riunione sono la mancata punizione per l'omosessualità di Vito, vista come un disonore; la sparizione di "Fat Dom", e soprattutto il desiderio, mai estinto, di vendetta per la morte di suo fratello Bill.
L'agente Harris dà una soffiata a Tony al riguardo, mettendolo sul chi vive.
Silvio spiega a Tony che l'uccisione di Burt è stata necessaria perché meditava di passare dalla parte dei Lupertazzi: si decide così d'iniziare per primi la guerra uccidendo Phil.
Inoltre, avviene l'ultima seduta dalla dott.ssa Melfi: la psicologa dopo aver letto alcuni articoli su psicologia e criminalità in cui si dichiara che i criminali ottengono più potere grazie alla psicoterapia e convinta dai suoi amici di questo adduce a Tony biechi pretesti per non averlo più in cura come il fatto che Tony colpevolizza la propria famiglia che non è mai all'altezza delle sue aspettative e addirittura gli propone una cura farmacologica sperimentale per i suoi problemi di personalità per la quale Tony non pare nutrire il minimo interesse, a prova del fatto che lui non ha 
mai avuto intenzione di "guarire" dal suo malessere psicologo. Convinta adesso dell'impossibilità di aiutare il boss e temendo di essere manipolata dal suo paziente, dà il benservito a Tony, rinunciando per sempre alla terapia.
Paulie fa venire da Napoli i due killer della camorra Italo e Salvatore, che si recano dall'amante di Phil: ma viene commesso un errore fatale, uccidendo la donna e l'anziano padre, invece che Phil.
Questo errore fa accelerare e precipitare gli eventi: Tony ordina a Silvio di contattare tutti gli uomini e avvertirli delle ripercussioni. Non riesce però a mettersi in contatto con Bobby che si era recato in un negozio di giocattoli per acquistare un modello di trenino elettrico, il Blue Comet: qui viene raggiunto da due sicari che lo freddano brutalmente.
Mentre stanno uscendo dal Bada Bing, Silvio e Patsy vengono bloccati da un'auto e inizia una sparatoria in pieno giorno, davanti a spettatori attoniti. Silvio viene colpito e Patsy si dà alla fuga.
Il finale di puntata vede Tony ordinare a Carmela di scappare assieme ai figli, mentre egli stesso, col resto della banda, si rifugia in un luogo segreto. Si apprende che Silvio non è morto, ma in coma.

## Made in America
- Titolo originale: Made in America
- Diretto da: David Chase
- Scritto da: David Chase

### Trama
Tony, nascosto con i sopravvissuti della banda in un rifugio segreto, cerca di trovare un accordo con l'agente Harris per sapere dove si trova Phil Leotardo e porre fine alla guerra di bande.
A.J., dopo essere tornato a casa dalla clinica e cercando di riprendersi dalla depressione, continua il suo rapporto con Rhiannon: i due, da principio buoni amici, s'innamorano. 
Dopo aver visto la sua macchina prendere fuoco per un banale incidente, ammetterà ai genitori di aver perso ogni fiducia nelle istituzioni americane e nell'american dream.
Sempre più confuso, riflettendo sul suo futuro, decide di studiare le lingue arabe o di arruolarsi nell'esercito per combattere i terroristi. Tony e Carmela lo convincono a cambiare strada e a fare il produttore di film come voleva fare Chris. Intanto la figlia ufficialmente fidanzata decide di diventare avvocato per difendere i diritti degli immigrati come gli italiani.
Janice va a far visita a zio Junior, per comunicargli la morte di Bobby, ma l'anziano è ormai incapace di riconoscerla e la confonde addirittura con Livia.
A Little Italy, nel frattempo, Phil Leotardo va su tutte le furie quando telefona a Butch dicendogli di ritenerlo colpevole del fatto che Tony non sia stato ancora ucciso: Butch capisce che tira una brutta aria e medita il da farsi. L'agente Harris chiama Tony e gli riferisce di molte chiamate provenienti da un telefono pubblico di Long Island. Tony sguinzaglia così i suoi uomini e nel frattempo organizza un incontro con George Paglieri, vecchio boss di una delle "Cinque famiglie" di New York che organizza un incontro tra i vertici dei DiMeo e dei Lupertazzi in una rimessa abbandonata: la telefonata viene registrata dall'FBI che evidentemente seguiva le mosse del vecchio boss.
Lì si decide la fine delle ostilità, alla presenza di Tony e Paulie da una parte e di Butch e Albie Cianflone, con Little Carmine e il vecchio Paglieri come intermediari: si decide anche la sorte di Phil Leotardo che viene raggiunto da Walden Belfiore e ucciso brutalmente davanti alla moglie e ai nipotini. È questo l'ultimo "storico" omicidio visto nella saga. 
Tony propone a Paulie una promozione e in seguito va a far visita a Silvio, che vegeta in coma. Nel frattempo Carlo è irreperibile, e l'avvocato di Tony conferma che si è costituito e che probabilmente testimonierà contro Tony.
La penultima scena è la visita di Tony al vecchio zio Junior, ricoverato in un istituto per anziani. Junior non riconosce Tony, neanche quando il nipote gli ricorda che un tempo, lui e suo fratello Johnny Boy Soprano (padre di Tony), erano i boss del New Jersey. Nel finale la famiglia si ritrova al ristorante per cenare insieme. Meadow è in ritardo e quando finalmente entra (almeno così sembra) Tony alza lo sguardo verso la porta. Schermo nero. Fine.